# Grand Prix automobile de Pescara 1930
Le Grand Prix automobile de Pescara 1930 (VI° Coppa Acerbo) est un Grand Prix qui s'est tenu sur le circuit de Pescara le 17 août 1930.

## Grille de départ
| 1re ligne | Pos. 3               | Pos. 2                 | Pos. 1                  |
| --------- | -------------------- | ---------------------- | ----------------------- |
|           | Maggi Bugatti        | Caflisch Mercedes-Benz | Del Drago Mercedes-Benz |
| 2e ligne  | Pos. 6               | Pos. 5                 | Pos. 4                  |
|           | Arganceli Maserati   | Biondetti Talbot       | Fagioli Maserati        |
| 3e ligne  | Pos. 9               | Pos. 8                 | Pos. 7                  |
|           | F. Sartorio Maserati | Nuvolari Alfa Romeo    | Brivio Talbot           |
| 4e ligne  | Pos. 12              | Pos. 11                | Pos. 10                 |
|           | Catalani Maserati    | E. Maserati            | Varzi Maserati          |
| 5e ligne  | Pos. 15              | Pos. 14                | Pos. 13                 |
|           | Ferrari Alfa Romeo   | Spinozzi Alfa Romeo    | Borzacchini Alfa Romeo  |
| 6e ligne  | Pos. 18              | Pos. 17                | Pos. 16                 |
|           | De Martis Alfa Romeo | Fontanini Alfa Romeo   | A. Sartorio Maserati    |
| 7e ligne  | Pos. 21              | Pos. 20                | Pos. 19                 |
|           |                      | Peri OM                | Renzi Bugatti           |

## Classement de la course
| Pos. | no | Pilote                  | Écurie                    | Châssis               | Tours | Temps/Abandon                        | Grille |
| ---- | -- | ----------------------- | ------------------------- | --------------------- | ----- | ------------------------------------ | ------ |
| 1    | 28 | Achille Varzi           | Officine Alfieri Maserati | Maserati Tipo 26 M    | 10    | 2 h 6 min 8 s 2 (121,3 km/h)         | 10     |
| 2    | 32 | Ernesto Maserati        | Officine Alfieri Maserati | Maserati Tipo 26 M    | 10    | + 1 min 26 s 8                       | 11     |
| 3    | 42 | Baconin Borzacchini     | Scuderia Ferrari          | Alfa Romeo 6C 1750 GS | 10    | + 8 min 10 s 6                       | 13     |
| 4    | 18 | Antonio Brivio          | Scuderia Materassi        | Talbot 700            | 10    | + 10 min 4 s 0                       | 7      |
| 5    | 22 | Tazio Nuvolari          | Scuderia Ferrari          | Alfa Romeo P2         | 10    | + 11 min 33 s 0                      | 8      |
| 6    | 4  | Federico Caflisch       | Privé                     | Mercedes-Benz SS      | 10    | + 15 min 33 s 2                      | 2      |
| Dsq. | 8  | Luigi Fagioli           | Officine Alfieri Maserati | Maserati Tipo 26 M    | 10    | Assistance extérieure + 17 min 5 s 2 | 4      |
| 7    | 58 | Bruno Fontanini         | Privé                     | Alfa Romeo 6C 1750    | 10    | + 21 min 10 s 4                      | 17     |
| 8    | 54 | Arrigo Sartorio         | Privé                     | Maserati Tipo 26      | 10    | + 23 min 48 s 4                      | 16     |
| Abd. | 60 | Oreste de Martis        | Privé                     | Maserati Tipo 26 R    | 6     | Accident                             | 18     |
| Abd. | 64 | Guglielmo Peri          | Privé                     | OM 665 S              | 4     |                                      | 20     |
| Abd. | 40 | Luigi Catalani          | Privé                     | Alfa Romeo 6C 1750    | 4     |                                      | 12     |
| Abd. | 26 | Filippo Sartorio        | Privé                     | Maserati Tipo 26      | 4     | Mécanique                            | 9      |
| Abd. | 16 | Luigi Arcangeli         | Officine Alfieri Maserati | Maserati Tipo V4      | 4     | Accident                             | 6      |
| Abd. | 14 | Clemente Biondetti      | Scuderia Materassi        | Talbot 700            | 3     |                                      | 5      |
| Abd. | 2  | Rodolfo del Drago       | Prince R. del Drago       | Mercedes-Benz SSK     | 1     | Mécanique                            | 1      |
| Abd. | 44 | Luigi Spinozzi          | Privé                     | Alfa Romeo 6C 1750    | 1     |                                      | 14     |
| Abd. | 50 | Enzo Ferrari            | Privé                     | Alfa Romeo 6C 1750    | 1     |                                      | 15     |
| Abd. | 62 | Cesare Renzi            | Privé                     | Bugatti Type 37A      | 1     |                                      | 19     |
| Abd. | 6  | Aymo Maggi              | Conte A. Maggi            | Bugatti Type 35C      | 1     | Moteur                               | 3      |
| Np.  | 10 | Matteo Monteguti        | Privé                     | Alfa Romeo 6C 1750    |       | Non partant                          |        |
| Np.  | 12 | Emilio Romano           | Privé                     | Talbot 700            |       | Non partant                          |        |
| Np.  | 20 | Angelo Peroni           | Privé                     | Bugatti               |       | Non partant                          |        |
| Np.  | 24 | Giuseppe Campari        | Scuderia Ferrari          | Alfa Romeo 6C 1750    |       | Non partant                          |        |
| Np.  | 30 | Emilio Gola             | Privé                     | Bugatti               |       | Non partant                          |        |
| Np.  | 34 | Diego de Sterlich       | Privé                     | Maserati              |       | Non partant                          |        |
| Np.  | 36 | « X »                   | Scuderia Materassi        | Talbot 700            |       | Non partant                          |        |
| Np.  | 38 | Bartolomeo de Bernardis | Privé                     | Alfa Romeo 6C 1750    |       | Non partant                          |        |
| Np.  | 46 | « X »                   |                           | Bugatti               |       | Non partant                          |        |
| Np.  | 46 | « Paolucci »            | Privé                     | Alfa Romeo            |       | Non partant                          |        |
| Np.  | 48 | « X »                   |                           | Bugatti               |       | Non partant                          |        |
| Np.  | 56 | Alfredo Caniato         | Privé                     | Alfa Romeo 6C 1500 SS |       | Non partant                          |        |

- Légende: Abd.=Abandon ; Dsq.=Disqualifié ; Np.=Non partant

## Pole position et record du tour
- Pole position :  Rodolfo del Drago (Mercedes-Benz) par tirage au sort.
- Meilleur tour en course :  Luigi Fagioli (Maserati) en 12 min 9 s 4 (125,9 km/h) au cinquième tour.

## Tours en tête
- Luigi Arcangeli : 3 tours (1-3)
- Tazio Nuvolari : 2 tours (4-5)
- Luigi Fagioli : 4 tours (6-9)
- Achille Varzi : 1 tour (10)